# Sio (geslacht)
Sio is een monotypisch geslacht van straalvinnige vissen uit de familie van grootschubvissen (Melamphaidae).

## Soort
- Sio nordenskjoldii (Lönnberg, 1905)